# ガレス・ジョーンズ (ジャーナリスト)
ガレス・リチャード・ヴォーン・ジョーンズ（英語: Gareth Richard Vaughan Jones、1905年8月13日 - 1935年8月12日）は、ウェールズ出身のジャーナリストであり、1933年3月、ホロドモールを含む1930年から1933年にかけ発生したソビエト大飢饉の存在を自筆署名で西側諸国に初めて報道した。
ジョーンズは1931年にタイムズ紙にソ連のウクライナと南ロシアの飢餓について匿名で報告し、3度目となるソ連訪問後、1933年3月29日にベルリンにおいて自署名のプレスリリースを発表し、広範囲にわたる飢餓を詳細に説明した。マルコム・マゲリッジが1933年に匿名特派員として書いた記事は、ガーディアン紙に同時期に掲載された。ソ連の飢餓を具体的に述べた彼の最初の匿名記事は、1933年3月25日に発表された。

リポート公開後はソ連への再入国を禁じられており、その後ジョーンズは1935年に日本占領下の内モンゴルで調査中に誘拐され殺害された。殺害はソ連の秘密警察NKVDによるものと疑われている。ジョーンズの死に際して、元英国首相デイヴィッド・ロイド・ジョージは次のような言葉を残している。

## 来歴
グラモーガン州バリーに生まれたジョーンズは、1933年頃まで父であるエドガー・ジョーンズ少佐が校長を務めていたバリー郡立学校に通っていた。母アニー・グウェン・ジョーンズは、ウクライナ東部のヒュゲソフカ（現ドネツク）を築いたウェールズの鉄鋼実業家ジョン・ヒューズ (実業家)の息子であるアーサー・ヒューズの子供たちの家庭教師としてウクライナで働いていた。
1926年にウェールズ大学アベリストウィス校のフランス語学科を優等学位で卒業。また、ストラスブール大学やケンブリッジのトリニティ・カレッジでも学び、1929年にはフランス語、ドイツ語、ロシア語の3学科を首席で卒業した。ジョーンズの死後、彼の家庭教師の一人であったヒュー・フレイザー・スチュワートは、ジョーンズは並外れた言語学者であったとタイムズ紙に寄稿している。ケンブリッジではケンブリッジ大学国際連盟連合で活動し、次官を務めた。

## 経歴

### ロイド・ジョージの外交顧問
卒業後、短期間ケンブリッジ大学で語学教師として勤め、1930年1月に公務員であったトーマス・ジョーンズの紹介で、英国国会議員で元首相のデイヴィッド ・ロイド・ジョージの外務顧問に採用された。この職務には、ロイド・ジョージが討論や記事、スピーチなどで使用するメモやブリーフィングの作成や海外視察への同伴などが含まれていた。

### ジャーナリスト
1929年、ジョーンズはプロのフリーランス記者となり、1930年までに様々な新聞や雑誌に記事を寄稿するようになった。
ドイツ
1933年1月下旬から2月上旬にかけ、ジョーンズはナチ党の政権掌握を取材するためドイツに滞在しており、アドルフ・ヒトラーが首相に任命された日にはライプツィヒにいた。その数日後の2月23日、ジョーンズは「ドイツで最速かつ最強の3発エンジン飛行機」と謳われたリヒトホーフェンに搭乗し、ヒトラーやヨーゼフ・ゲッベルスらに同行し、フランクフルトでの新首相の熱狂的な歓迎に関する記事をウエスタン・メール紙に寄稿し、ヒトラーに同行した最初の外国人ジャーナリストの一人となった。なお、ウエスタン・メールの記事の中でもしリヒトホーフェンが墜落していたらヨーロッパの歴史は大きく変わっていただろうと記している。
ソビエト連邦

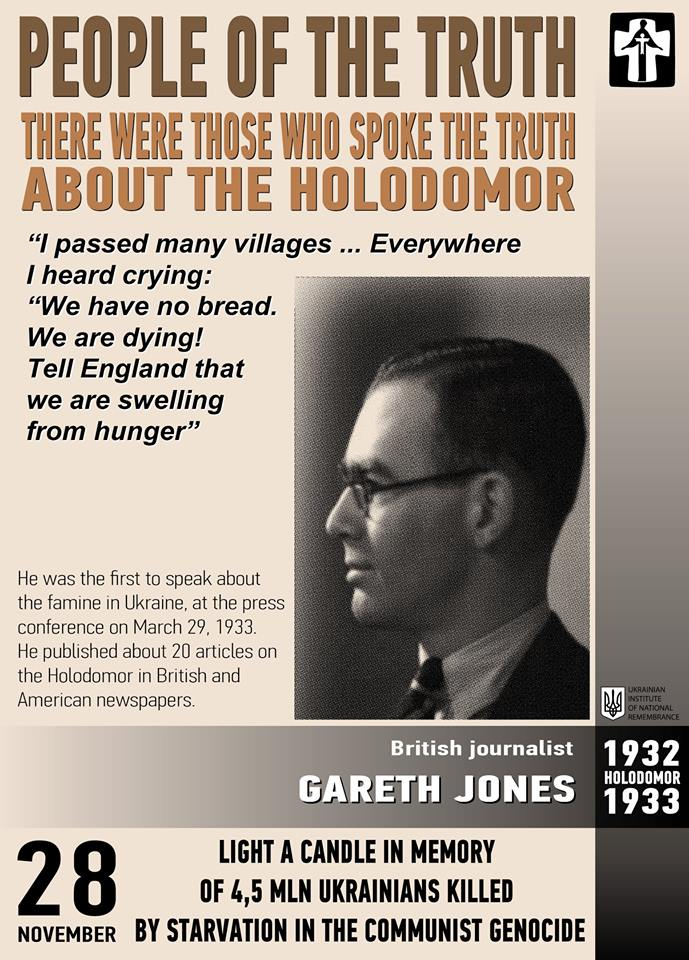
2015年11月28日に開催されたホロドモール追悼記念日に出版されたポスター

1932年までにジョーンズはソ連に2度訪れており、1930年の夏に3週間、1931年の夏に1ヶ月間滞在した。それぞれの滞在の中での発見を自身が出版した誌面内で報告しており、その中には、1930年に匿名でタイムズ紙に掲載された「二つのロシア」と題する3つの記事や、1931年10月にタイムズ紙に掲載された「本当のロシア」と題する、ソ連内部のウクライナとロシア南部の農民の飢餓を報告したより露骨な内容の3つの記事（匿名）が含まれている。
1933年3月、ジョーンズは3度目にして最後のソ連訪問を行い、3月10日にはウクライナ・ソビエト社会主義共和国へ渡航することに成功した。これはハリコフのドイツ領事館の副領事オスカー・エールトの招待によるものであった。副領事の息子アドルフ・エールトはナチスの指導的なプロパガンダ活動家で、ゲッベルスの反コミンテルン機関の長官となった。ジョーンズは目的地の40マイル手前で列車を降り、ロシア・ソビエト社会主義共和国からウクライナへ歩いて越境した。また、移動中に目撃した人為的な飢餓について日記に記している。  3月29日、ベルリンに戻ったジョーンズはプレスリリースを発表し、これはマンチェスター・ガーディアン紙やニューヨーク・イブニング・ポスト紙を含む多くの新聞に掲載された。
I walked along through villages and twelve collective farms. Everywhere was the cry, 'There is no bread. We are dying'. This cry came from every part of Russia,from the Volga, Siberia, White Russia, the North Caucasus, and Central Asia. I tramped through the black earth region　because that was once the richest farmland in Russia and because the correspondents have been forbidden to go there to see for themselves what is happening.
In the train a Communist denied to me that there was a famine. I flung a crust of bread which I had been eating from my own supply into a spittoon. A peasant fellow-passenger fished it out and ravenously ate it. I threw an orange peel into the spittoon and the peasant again grabbed it and devoured it. The Communist subsided. I stayed overnight in a village where there used to be two hundred oxen and where there now are six. The peasants were eating the cattle fodder and had only a month's supply left. They told me that many had already died of hunger. Two soldiers came to arrest a thief. They warned me against travel by night, as there were too many 'starving' desperate men. 
 'We are waiting for death' was my welcome, but see, we still, have our cattle fodder. Go farther south. There they have nothing. Many houses are empty of people already dead,' they cried.。
私は村々や12の集団農場を通り抜けて歩いた。至る所で「パンがない。私たちは死にそうだ」という叫び声が聞こえた。この叫びはロシア全土から聞こえてきた。ヴォルガ川、シベリア、白ロシア、北コーカサス、中央アジアなどだ。私が黒土地域を歩き回ったのは、そこがかつてロシアで最も肥沃な農地だったからであり、特派員たちがそこへ行って何が起きているのかを自分の目で確かめることを禁じられていたからだ。
列車の中で、ある共産主義者が飢餓などないと私に言った。私は自分で蓄えていたパンの皮を唾壺に投げ込んだ。同乗していた農民がそれを掴み、がつがつと食べはじめた。私が痰壺にオレンジの皮を投げ込むと、農民はまたそれをつかんでむさぼり食った。その光景を見た共産主義者は沈黙した。私はかつて牛が200頭いたが今は6頭しかいない村に一泊した。農民たちは家畜の飼料を食べており、残りは1か月分しかなかった。彼らは、すでに多くの人が飢えで死んでいると私に話した。2人の兵士が泥棒を逮捕しに来た。兵士らは飢えに苦しむ絶望的な人々が多すぎるので、夜間の外出は控えるよう警告した。

「我々は死を待っている」と言いながらも歓迎された。「ほら、我々にはまだ家畜の飼料がある。もっと南へ行け。そこには何もない。多くの家はすでに死んでいる人々で空っぽだ」と彼らは泣き叫んだ。

この報告は、独裁的なソビエト政権を黙認するため真実を隠し報道を行っていたモスクワ在住のアメリカ人ジャーナリスト、ウォルター・デュランティによって非難された。3月31日、ニューヨークタイムズは「ロシア人は空腹だが、飢えていない」という見出しで、ジョーンズの声明を否定するデュランティの記事を掲載した。デュランティはジョーンズの報告を「大きな恐怖物語」と称した。
1933年4月11日、ジョーンズはファイナンシャル・ニュース紙に飢饉の詳細な分析を発表し、主な要因として、民間農場の強制的な集団化、600万から700万人の優秀な農業従事者（クラーク）の土地からの追放、穀物と家畜の強制徴用、ソ連からの食料品の対外輸出の増加を指摘した。
ソ連外務委員 マクシム・リトヴィノフ（ジョーンズがモスクワ滞在中にインタビューした人物）からロイド・ジョージに宛てた個人的な手紙の中で、ジョーンズのソビエトへの再訪を禁じられたことを知らされている。ウクライナの飢餓に関する記事を出版後、ジョーンズが得ることができた唯一の仕事は、カーディフにあるウエスタン・メール紙で「美術、工芸、コラクル（篭舟）」を担当することだったと、彼の甥のナイジェル・リンサン・コリーは述べている。しかし、彼は近くのセント・ドナーツ城の所有者で、アメリカの新聞王ウィリアム・ランドルフ・ハーストにインタビューする機会を得た。ハーストは、ウクライナで実際何が起きているのか取材したジョーンズの飢餓報告を出版し、同様に惨状を目の当たりにし共産主義に幻滅したアメリカの共産主義者フレッド・ビールの目撃談の書籍化と共に、米国での講演と報道局ツアーを手配した。

### 日本と中国
ソ連から追放されたジョーンズは、極東に目を向け、1934年後半に「世界一周事実調査旅行」に出発。日本で約6週間を過ごし、重要な将軍や政治家に対しインタビューを行い、最終的に北京に到着した。ここから彼は内モンゴルに行き、そこで内モンゴルの独立指導者デムチュクドンロブ（徳王）へのアポイントメントを得ることに成功した。彼はドイツ人ジャーナリストのヘルベルト・ミュラーと共に、日本占領下の満州国国境に近いドロノールへの取材を続けた。そこで日本軍に拘束された2人は、中国の町カルガンに戻るには3つのルートがあり、そのうち安全なのは1つだけだと告げられている。

## 誘拐と死
その後、ジョーンズとミュラーは盗賊に捕まり、モーゼル銃200丁と10万中国ドル（タイムズ紙によれば当時の紙幣価値で約8,000ポンドに相当する）の身代金を要求。ミュラーは身代金の支払いを手配するために2日後に解放された。8月1日、ジョーンズの父親は「手厚いもてなし。間もなく解放されるだろう」という本人からの電報を受け取っている。8月5日、タイムズ紙は、盗賊がジョーンズを固原市の南東10マイル（16キロ）の地域に移動させ、今度は1万中国ドル（約800ポンド）を要求していると報じた。そして2日後、ジョーンズは再び今度は熱河に移された。8月8日、最初の盗賊グループがジョーンズを第2の誘拐グループに引き渡し、身代金が再び10万中国ドルに増額されたというニュースが届く。なお、中国政府と日本政府はともに誘拐犯と連絡を取ろうと試みている。
1935年8月17日、タイムズ紙は、中国当局が前日に3発の銃弾を受けたジョーンズの遺体を発見したと報じた。当局は、ジョーンズが30歳の誕生日の前日である8月12日に殺害されたと断定した。ソ連のNKVDが、ジョーンズがソ連政権に対する不本意な報道を行った報復として、ジョーンズの殺害を画策したのではないかと疑う者もいる。また、公式伝記作家のマーガレット・シリオル・コリーなど一部は日本軍の関与を指摘している。ジョーンズの死に関しロイド・ジョージは次のように語ったと伝えられている。
That part of the world is a cauldron of conflicting intrigue and one or other interests concerned probably knew that Mr Gareth Jones knew too much of what was going on. He had a passion for finding out what was happening in foreign lands wherever there was trouble, and in pursuit of his investigations he shrank from no risk. I had always been afraid that he would take one risk too many. Nothing escaped his observation, and he allowed no obstacle to turn from his course when he thought that there was some fact, which he could obtain. He had the almost unfailing knack of getting at things that mattered.

その地域は陰謀が渦巻く渦巻地帯で、おそらく関係者の誰かが、ギャレス・ジョーンズ氏が何が起こっているか知りすぎていることを知っていたのだろう。彼は、外国で問題が起きているところはどこでも、何が起こっているかを知ることに情熱を傾け、調査を進める上ではどんな危険も恐れなかった。私は彼が危険を冒しすぎるのではないかと常に心配していた。彼の慧眼から逃れるものは何もなく、何か事実が見つかると思ったら、どんな障害も彼の進路を逸らさなかった。彼には、重要な事柄を掴むほぼ確実な才能があった。

## 記念通り
ウクライナのドニプロ、キエフ、ハリコフ、クレメンチュークの各都市にはガレス・ジョーンズ通りがあり、ドニプロとクロピヴニツキーにはガレス・ジョーンズの名を冠した車道がある。

## 映画
- 『ザ・リビング』 - （2008年）セルヒー・ブコフスキー監督のウクライナ映画。
- 『ヒトラー、スターリン、そしてミスター・ジョーンズ』 - （2012年）BBCドキュメンタリー番組。
- 『赤い闇 スターリンの冷たい大地で』 - （2019年）ウクライナ、ポーランド、イギリス共同制作映画。